# ۴۹۳ (خورشیدی)
۴۹۳ چهارصد و نود و سومین سال هجری خورشیدی است.